# 지방도 제1030호선
지방도 제1030호선 (완암 ~ 생곡선)은 경상남도 창원시 성산구 완암동에서부터 김해시 장유동까지 잇는 경상남도의 지방도이다.
경상남도 창원시 ~ 부산광역시 강서구 고속화 도로를 민간 자본으로 건설하였다. 전 구간 4차선으로 사업비를 3,637억원을 투입하여 핵심구간인 불모산터널이 2012년 2월 29일에 임시 개통되었으며 2013년 11월 11일에 유료화가 되었다. 지방도 제1020호선 창원터널의 만성적인 정체와 남해고속도로제2지선 교통 정체 해소와 진해구와 강서구에 위치한 남해 신항만의 배후 도로 역할을 하며 진해구의 국도 제2호선, 국도 제77호선을 대체 역할을 하고 있다.

## 연혁
- 2007년 11월 1일 : 지방도 제1030호선 지정[1]
- 2009년 10월 15일 : 경상남도 구간 지방도 노선 조정[2]
- 2012년 1월 10일 : 창원시 성산구 천선동 ~ 김해시 장유면 대청리 7.4km 구간을 자동차 전용도로로 지정[3]
- 2012년 2월 29일 : 창원시 성산구 천선동 (성주사 나들목) ~ 김해시 장유면 대청리 구간 7.4km 개통[4]
- 2013년 7월 30일 : 창원시 성산구 완암동 ~ 김해시 장유3동 9.6km 구간을 자동차 전용도로로 지정[5]
- 2013년 10월 12일 : 창원시 성산구 완암동 ~ 안민동 구간 4.3km 와 김해시 장유2동 ~ 장유3동 구간 5.75km 개통[6]
- 2013년 11월 11일 : 창원 ~ 부산간 도로(창원시 성산구 완암동 ~ 김해시 장유동 율하IC) 구간 통행료 징수 개시[7]
- 2015년 5월 1일 : 창원 ~ 부산간 도로(창원시 성산구 완암동 ~ 김해시 장유동 율하IC) 구간 통행료 인상[8]
- 2015년 9월 23일 : 경상남도 김해시 장유3동 ~ 부산광역시 강서구 미음동 미음 교차로 3.78km 구간을 자동차 전용도로로 지정[9]
- 2015년 10월 15일 : 창원 ~ 부산간 도로 개설에 따라 전 구간을 남해안대로로 지정[10]
- 2015년 12월 5일 : 창원 ~ 부산간 도로(경상남도 김해시 장유3동 ~ 부산광역시 강서구 생곡동) 5.48km 구간 개통[11][12]
- 2015년 12월 12일 : 창원 ~ 부산간 도로(경상남도 김해시 장유동 율하IC ~ 부산시 강서구 생곡동) 구간 통행료 징수 개시[13]
- 2018년 4월 1일 : 창원 ~ 부산간 도로 통행료 인하[14]

## 주요 경유지
- 창원시
  - 성산구

- 김해시
  - 장유동

## 노선
- (■) : 자동차 전용도로 구간

| 이름                         | 접속 노선              | 소재지            | 소재지                       | 비고                              |
| 남해안대로와 직결            | 남해안대로와 직결      | 남해안대로와 직결 | 남해안대로와 직결            | 남해안대로와 직결                 |
| ---------------------------- | ---------------------- | ----------------- | ---------------------------- | --------------------------------- |
| 완암 나들목                  | 연덕로                 | 창원시            | 성산구                       | 시점                              |
| 상복1교                      |                        | 창원시            | 성산구                       |                                   |
| 상복 교차로                  | 공단로474번길          | 창원시            | 성산구                       |                                   |
| 상복2교                      |                        | 창원시            | 성산구                       |                                   |
| 남지 교차로                  | 안민로                 | 창원시            | 성산구                       |                                   |
| 안민1교 안민천교             |                        | 창원시            | 성산구                       |                                   |
| 성주사 교차로                | 국도 제25호선 (해원로) | 창원시            | 성산구                       |                                   |
| 천선1교 안민2교 천선2교      |                        | 창원시            | 성산구                       |                                   |
| 천선터널                     |                        | 창원시            | 성산구                       | 상행 연장 334m 하행 연장 302m     |
| 불모산 교차로                | 불모산로62번길         | 창원시            | 성산구                       |                                   |
| 창원 요금소                  |                        | 창원시            | 성산구                       | 본선 요금소                       |
| 불모산터널                   |                        | 창원시            | 성산구                       | 상행 연장 2,174m 하행 연장 2,146m |
| 불모산터널                   | 김해시                 | 장유동            |                              | 상행 연장 2,174m 하행 연장 2,146m |
| 서장유교                     | 김해시                 | 장유동            |                              |                                   |
| 상점 교차로                  | 김해시                 | 장유동            | 지방도 제1020호선 (금관대로) |                                   |
| 대청터널                     | 김해시                 | 장유동            |                              | 상행 연장 512m 하행 연장 478m     |
| 신안1교 신안2교              | 김해시                 | 장유동            |                              |                                   |
| 율하터널                     | 김해시                 | 장유동            |                              | 상행 연장 824m 하행 연장 772m     |
| 율하 교차로                  | 김해시                 | 장유동            | 율하로 율하4로               |                                   |
| 녹산터널                     | 김해시                 | 장유동            |                              | 상행 연장 888m 하행 연장 877m     |
| 부산광역시도 제12호선과 직결 |                        |                   |                              |                                   |

## 통행료
완암 나들목부터 생곡 교차로까지 구간은 민자도로로 건설되었기 때문에 유료도로로 운영한다.
2018년 4월 1일 기준이다.
| 구분   | 창원요금소 | 녹산요금소 |
| ------ | ---------- | ---------- |
| 경차   | 500        | 500        |
| 소형차 | 1,000      | 1,000      |
| 중형차 | 1,500      | 1,500      |
| 대형차 | 1,900      | 1,900      |

통행료는 도로 운영기관인 경남하이웨이에서 2015년 12월 12일부터 2045년 12월 10일까지 30년간 징수한다.

## 불모산터널
핵심 구간인 불모산터널은 2012년 2월 29일에 임시 개통되었으며 2013년 11월 10일까지 무료로 개통되었다. 2013년 11월 11일부터 유료로 전환되어 통행료로 소형 900원, 중형 1300원, 대형 1800원을 징수하고 있다.

## 같이 보기
- 남해안대로 (이 지방도가 이 도로의 일부이다)